# Eliasz ben Salomon Zalman

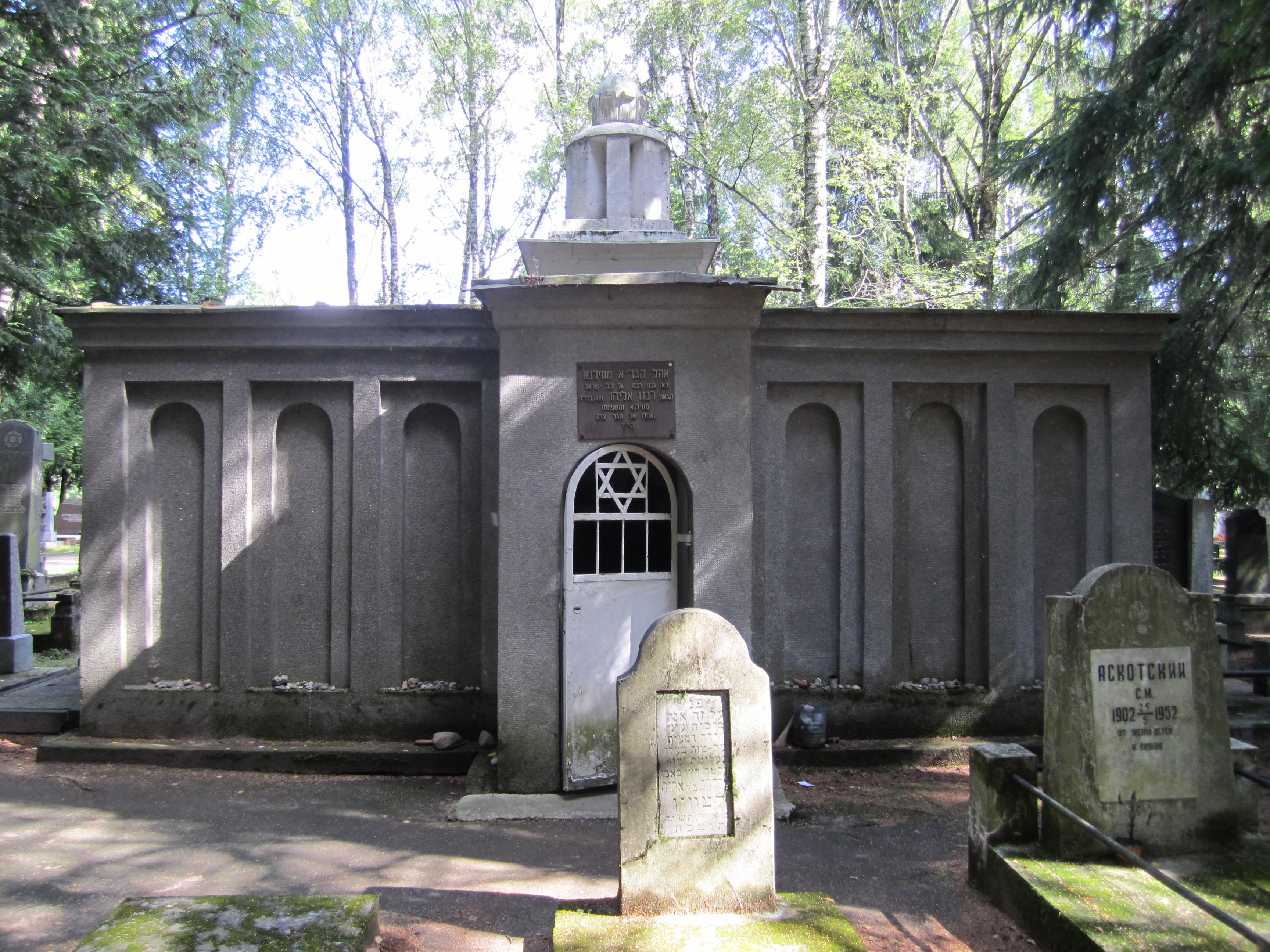
Miejsce pochówki Gaona z Wilna i Abrahama ben Abrahama na cmentarzu na Szeszkiniach

Eliasz ben Salomon Zalman, Gaon z Wilna, Wielki Gaon Wileński, Hagra (hebr. אליהו ב"ר שלמה זלמן הגאון מווילנה) (ur. 23 kwietnia 1720 w Sielcu, zm. 9 października 1797 w Wilnie) – żydowski matematyk, gramatyk, rabin, talmudysta i kabalista. Jedna z najważniejszych postaci w kształowaniu się ruchu misnagdów oraz judaizmu ortodoksyjnego.

## Życiorys
Pochodził z rodziny o tradycjach rabinackich. W dzieciństwie był uczniem swojego ojca oraz rabina z Kiejdan, w wieku siedmiu lat w Starej Synagodze w Wilnie miał wygłosić swój pierwszy wykład na temat Talmudu. W wieku trzynastu lat miał być już biegły w Talmudzie oraz kabale. Ożenił się w wieku osiemnastu lat, następnie przez 7 lat podróżował m.in. po Niemczech i Austrii oraz Polsce. Po powrocie do Wilna poświęcił się studiom we własnym bet midraszu, otrzymując zasiłek od wileńskiej gminy żydowskiej. Do 40 roku życia miał spać jedynie dwie godziny na dobę oraz nie rozmawiać o niczym, co nie dotyczyło Tory. W przeciwieństwie do innych rabinów, nie zajmował się pisaniem responsów, zabrał jednak głos m.in. w sprawie Jonatana Eibeschütza. Nigdy nie objął żadnego urzędu rabinackiego.
Zajmował się także astronomią, geometrią, gramatyką, zoologią, botaniką, geografią i medycyną. Podejmował próby stworzenia golema. Zainicjował również badania Biblii, Talmudu oraz tekstów rabinicznych polegające na badaniu różnych wersji tekstów, paralel i cytatów, w związku z tym uznany został za „ojca krytyki talmudycznej”.
W 1780 roku założył w Wilnie własną szkołę. Jego uczniem był m.in. Chaim z Wołożyna. Około 1783 roku podjął decyzję o emigracji do Palestyny, nie dotarł tam jednak i powrócił do Wilna.
W 1788 i 1789 był aresztowany w związku z porwaniem z klasztoru syna jednego z przywódców wileńskiej gminy żydowskiej, który chciał dokonać konwersji na chrześcijaństwo.

## Walka z chasydyzmem
Ostro wystąpił przeciwko chasydyzmowi, uważając go za ruch szkodliwy dla Żydów. Uważał kult cadyków za wyraz sekciarstwa podobny do sabataizmu. 
W 1771 brał udział w publicznym egzaminowaniu ich doktryny, dochodząc do wniosku, że należy zakazać Żydom utrzymywania kontaktów z tą grupą. W latach 1772, 1781 i 1797 brał udział w nałożeniu klątwy na chasydów przez rabinat wileński. 
Był także nastawiony sceptycznie do rozwijającego się wówczas ruchu oświecenia żydowskiego – haskali.

## Dzieła
Był autorem komentarzy do wielu dzieł talmudycznych i kabalistycznych. Opracował także m.in. plan Świątyni Jerozolimskiej oraz prace dotyczące astronomii, trygonometrii i algebry. Pozostawił po sobie ponad 70 dzieł, z których 50 wydano już po jego śmierci.
Napisał m.in.:
- Biurei ha-Gra (glosy do Szulchan Aruch i Talmudu Babilońskiego).
- Shenoth Eliyahu (komentarze do Miszny).
- Adereth Eliyahu (uwagi do Tory).